# Instituto Técnico UNT

Escudo Instituto Técnico

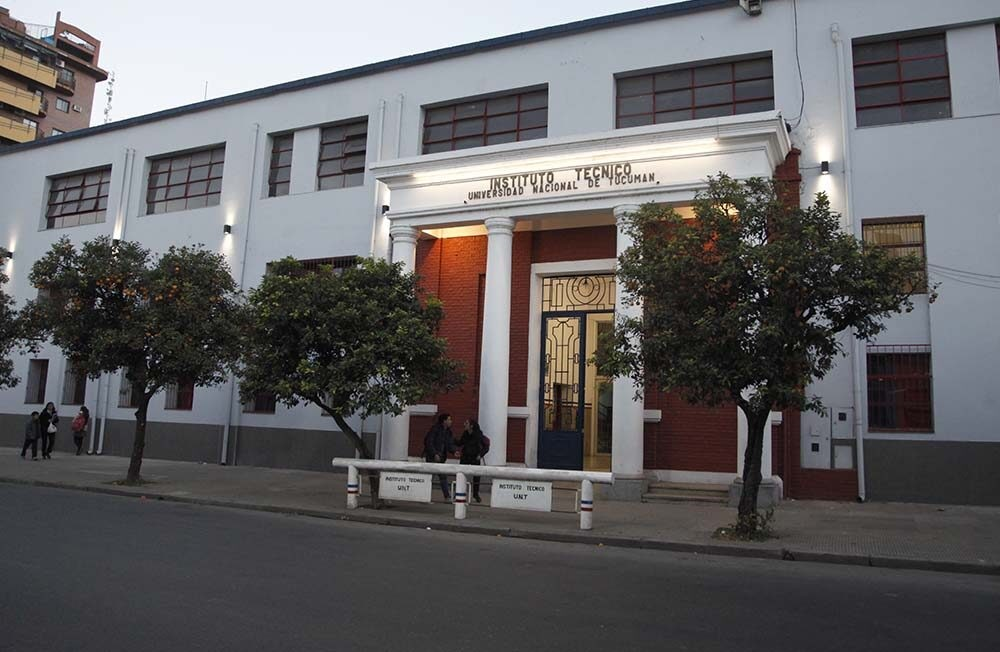

El Instituto Técnico UNT es un colegio de educación preuniversitaria perteneciente a la Universidad Nacional de Tucumán
En virtud a una resolución del Consejo Superior Universitario, refrendada el 29 de diciembre de 1923 por el Dr. Juan B. Terán.
Ubicado en San Miguel de Tucumán, Argentina. Localizado en General Paz 920.
Se creó sobre la base de una serie de Cursos Nocturnos de Electricidad y Mecánica, que con carácter técnico se dictaron ese año, bajo la denominación de Cursos de Extensión Popular. 
En sus inicios, en estos cursos la enseñanza era esencialmente práctica. 
El instituto vino a cubrir una carencia de preparación en el orden técnico que existía en 1920 en el norte del país y es preparatorio para las carreras de ingeniería. 
Los estudiantes tienen doce horas de taller por semana y el Instituto fue adecuándose a las necesidades del medio, ya que primero comenzó dictando solamente, Electricidad y Mecánica y luego gradualmente fue ampliando su oferta. 
Ofrece también tecnicaturas para adultos en cursos nocturnos. 

## Misión
En el Instituto Técnico forman y capacitan a sus alumnos para una salida laboral, en las carreras de:
- Maestro Mayor de Obra
- Técnico Mecánico Electricista

El egresado estará capacitado para ocupar los lugares de mandos medios en instituciones, empresas o desempeñarse como profesional independiente. También se realiza una importante transferencia al medio, a través de cursos nocturnos de gasista matriculado, sanitarista, y otros.

## Historia
El Instituto Técnico nació en el año 1924, en virtud a una resolución del Consejo Superior Universitario, refrendada el 29 de diciembre de 1923 por el Dr. Juan B. Terán .
Se creó sobre la base de una serie de Cursos Nocturnos de Electricidad y Mecánica, que con carácter técnico se dictaron ese año, bajo la denominación de Cursos de Extensión Popular. En estos cursos la enseñanza era esencialmente práctica: Dibujo Mecánico, Electricidad y Química. Funcionaba en el local que actualmente ocupa la Facultad de Artes, en la esquina de Bolívar y Chacabuco.
Su Director Fundador fue el Profesor Gregorio Neider. A él y al entonces Decano de la Facultad de Ingeniería, Ing. Carlos Díaz, el Rector Juan B. Terán encomendó la tarea de organizar la nueva institución. Ambos seleccionaron el primer plantel docente y comenzaron las clases el 24 de marzo de 1924 en la sede central de la Universidad Nacional de Tucumán mientras se construía el actual edificio, se le dio el nombre de Instituto y Bachillerato Técnico por las actividades que se desarrollaban, esta era una anticipada respuesta a las necesidades de las incipientes industrias regionales y facilitaba a sus egresados una eficaz herramienta de trabajo.

## Centro Estudiantes Instituto Técnico (CEIT)
El CEIT inició sus actividades en 1925 con la presidencia del Ing. Custodio Soria Bravo, de la Promoción 1928. El Centro de Estudiantes organiza la Semana del IT, los campamentos a las Mesadas, las actividades deportivas y culturales, internas e intercolegiales, y publica periódicamente la Revista "El Yunque". Además tiene sus representantes en el Consejo Asesor Interno del Colegio.

## Revista "El Yunque"
El Yunque es la revista del Instituto Técnico, editada por la Secretaría de Prensa y Difusión del CEIT, donde los alumnos, egresados y profesores del colegio expresan sus pensamientos por medio de artículos y notas. Normalmente se publican dos ediciones por año.

## La Semana del Instituto Técnico
Fue el primer colegio de Tucumán en organizar este evento. El Instituto Técnico UNT sostiene esta tradición a lo largo de los años. Organizado frecuentemente alrededor del mes de agosto por el Centro Estudiantes Instituto Técnico [CEIT]
Siendo la segunda semana del año. Se divide en dos partes. Semana Interna y Externa. Variando la organización y decisión de evento.

## El campamento Las Mesadas
Perteneciente al Instituto Técnico de la Universidad Nacional de Tucumán, se encuentra a 2 KM de Alpachiri (Concepción - Tucumán) en plena montaña, rodeado de naturaleza autóctona, ríos, montañas, flora y fauna, se encuentra el albergue del Instituto Técnico, que cada año es visitado numerosas veces por sus alumnos, egresados, para poder disfrutar de la naturaleza y realizar actividades de aprendizajes.
Construido por la Cooperadora del Instituto Técnico por iniciativa del profesor Miguel Ángel Torres, en un campo de 4 hectáreas donado por la Sra. Luisa Fobalquet dentro del Parque Nacional Campo de los Alisos, en enero de 1950 se iniciaron los campamentos que aún hoy continúan, a él concurren alumnos de diferentes cursos acompañados de docentes, egresados, maestros y preceptores. En 1995 por iniciativa de un grupo de egresados dirigidos por el profesor Dr. Orlando Bravo se crea por Decreto del Poder Ejecutivo el primer Parque Nacional de nuestra Provincia, Parque Nacional Campo de los Alisos, que abarca una superficie de 10.000 hectáreas entre los ríos Jaya y Las Pavas, es el parque argentino de mayor intervalo altitudinal ya que el piedemonte se encuentra a solo 700 metros y su cumbre a 5.200 metros sobre el nivel del mar.

## Premio Lucas Córdoba
Desde 1928 la Comisión de Homenaje a Lucas Córdoba resuelve la donación del remanente de una renta pública para costear becas para el Instituto Técnico, siendo merecedor de este alto honor el primer becario Emilio Müller.

## Alumnos famosos de la institución
- César Pelli
- Alberto Rojo